# Arehalli, Honnali
Arehalli là một làng thuộc tehsil Honnali, huyện Davanagere, bang Karnataka, Ấn Độ.